# Mouhoun (province)
Pour les articles homonymes, voir Mouhoun.
Le Mouhoun est une des 45 provinces du Burkina Faso située dans la région de la Boucle du Mouhoun.

## Géographie

### Situation
La province est limitrophe de la région des Hauts-Bassins au sud-ouest, de la province des Balé au sud-est, de la région du Centre-Ouest à l'est, de la province du Nayala au nord-est, de la province du Sourou au nord, de la province de la Kossi au nord-ouest et de la province des Banwa à l'ouest.

### Nature et environnement
La province tire son nom du nom burkinabé traditionnel de la Volta Noire, dont la plus longue partie du cours coule depuis la source dans le pays. La rivière constitue également la frontière physique de la province à l'ouest, au nord et à l'est avant de la traverser (elle forme ensuite, au sud hors de la province, la frontière physique du pays avec le nord-ouest du Ghana, puis la partie nord de la frontière séparant l'ouest du Ghana et l'est de la Côte d'Ivoire avant de traverser le Ghana vers le lac Volta qu'elle et d'autres affluents alimentent).
Au Burkina Faso, c'est la province où la rivière a le plus long cours, et où elle forme une boucle frontalière avec les autres provinces de la région, à laquelle la rivière donne aussi son nom par cette topographie particulière, mais aussi car la totalité de la province est située dans le bassin versant sud-ouest de la rivière avec un réseau dense d'affluents.

### Démographie
- 175 043 habitants (26,29 hab./km2) recensés en 1985[2],[3].
- 235 391 habitants (35,35 hab./km2) recensés en 1996[2].
- 272 130 habitants (40,87 hab./km2) estimés en 2003[4].
- 297 350 habitants (44,65 hab./km2) recensés en 2006[2],[5].
- 328 669 habitants (47,82 hab./km2) estimés en 2010[6].
- 391 325 habitants (58,77 hab./km2) recensés en 2019[1].

### Principales localités
Ne sont listées ici que les localités de la province ayant atteint au moins 4 000 habitants dans les derniers recensements (ou estimations de source officielles). Les données détaillées par ville, secteur ou village du dernier recensement général de 2019 ne sont pas encore publiées par l'INSD (en dehors des données préliminaires par département).
| Ville ou village   | Coordonnées                 | Altitude      | Population  | Population  |
| Ville ou village   | Coordonnées                 | Altitude      | Est. 2003   | Rec. 2006   |
| ------------------ | --------------------------- | ------------- | ----------- | ----------- |
| Dédougou           | 12° 27′ 47″ N, 3° 27′ 36″ O | 290 m – 315 m | 33 815 hab. | 38 862 hab. |
| Koumana            | 11° 58′ 00″ N, 3° 49′ 00″ O |               | 9 767 hab.  | 8 117 hab.  |
| Safané             | 12° 07′ 30″ N, 3° 13′ 58″ O |               | 7 502 hab.  | 7 845 hab.  |
| Tchériba           | 12° 15′ 44″ N, 3° 05′ 09″ O |               | 5 610 hab.  | 5 907 hab.  |
| Kosso              | 12° 00′ 56″ N, 3° 42′ 26″ O |               | 4 348 hab.  | 4 537 hab.  |
| Moukouna           | 11° 50′ 23″ N, 3° 49′ 18″ O |               | 2 493 hab.  | 4 481 hab.  |
| Fakéna (ou Dakéna) | 12° 01′ 18″ N, 3° 37′ 19″ O |               | 4 426 hab.  | 4 373 hab.  |
| Datomo             | 11° 55′ 05″ N, 3° 14′ 15″ O |               | 4 141 hab.  | 4 165 hab.  |
| Souri (ou Soury)   | 12° 25′ 50″ N, 3° 31′ 03″ O |               | 3 571 hab.  | 4 056 hab.  |
| Poundou            | 12° 11′ 25″ N, 3° 34′ 50″ O |               | 3 499 hab.  | 4 049 hab.  |
| Toroba             | 12° 27′ 49″ N, 3° 13′ 53″ O |               | 3 705 hab.  | 4 049 hab.  |

## Administration

### Départements ou communes

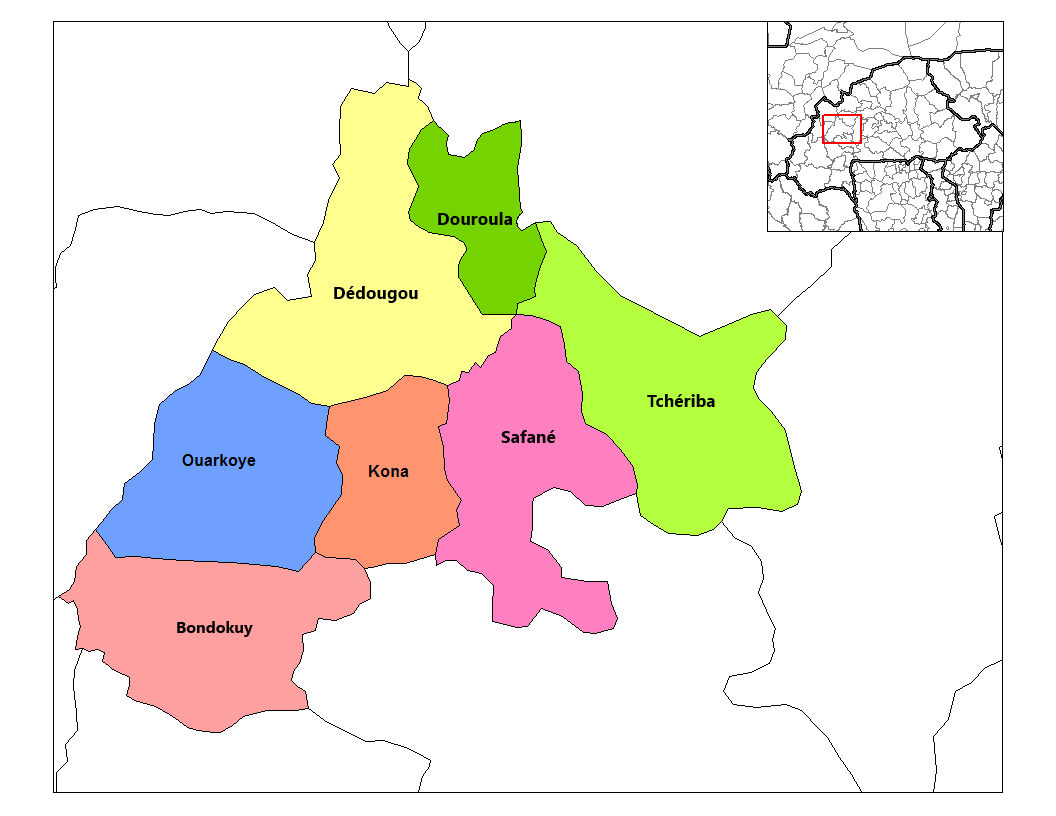
Localisation des sept départements ou communes de la province du Mouhoun, formant également le district sanitaire de Dédougou.

La province du Mouhoun est administrativement composée de sept départements ou communes,.
Six sont des communes rurales, Dédougou est une commune urbaine, subdivisée en six secteurs urbains, est également chef-lieu de la province et de la région :
| Département ou commune     | Type de commune            | Subdivisions,                        | Chef-lieu                                     | Population | Population | Population |
| Département ou commune     | Type de commune            | Subdivisions,                        | Chef-lieu                                     | Est. 2003  | Rec. 2006  | Rec. 2019  |
| -------------------------- | -------------------------- | ------------------------------------ | --------------------------------------------- | ---------- | ---------- | ---------- |
| Bondokuy (ou Bondoukuy)    | rurale                     | 32 villages                          | Bondokuy (ou Bondoukuy)                       | 47 213     | 50 527     | 62 179     |
| Dédougou                   | urbaine                    | 1 ville (6 secteurs) et 37 villages  | Dédougou (chef-lieu de province et de région) | 75 244     | 86 965     | 123 934    |
| Douroula                   | rurale                     | 12 villages                          | Douroula                                      | 12 719     | 12 804     | 18 409     |
| Kona                       | rurale                     | 17 villages                          | Kona                                          | 18 033     | 19 606     | 27 156     |
| Ouarkoye                   | rurale                     | 24 villages                          | Ouarkoye                                      | 37 178     | 38 830     | 44 596     |
| Safané                     | rurale                     | 40 villages                          | Safané                                        | 44 925     | 48 911     | 62 019     |
| Tchériba                   | rurale                     | 29 villages                          | Tchériba                                      | 36 818     | 39 707     | 53 032     |
| 7 départements ou communes | 7 départements ou communes | 1 ville (6 secteurs) et 191 villages | Total                                         | 272 130    | 297 350    | 391 325    |

## Transports
C'est une province occidentale dont la ville chef-lieu, Dédougou, se trouve à environ 240 km de Ouagadougou par la route nationale 14, à mi-chemin de Bamako (Mali).

## Santé et éducation
Les sept communes de la province forment le district sanitaire de Dédougou au sein de la région.